# Cepora nadina
Cepora nadina är en fjärilsart som först beskrevs av Lucas 1852.  Cepora nadina ingår i släktet Cepora och familjen vitfjärilar.

## Underarter
- C. n. nadina
- C. n. remba Moore, 1857 (Södra Indien)
- C. n. cingala Moore, 1905 (Sri Lanka)
- C. n. andamana Swinhoe, 1889 (Andamans)
- C. n. andersoni (Distant, 1885)
- C. n. fawcetti (Butler, 1899)
- C. n. eunama (Fruhstorfer, 1908) (Taiwan)
- C: n. hainanensis (Fruhstorfer, 1913)

## Bildgalleri

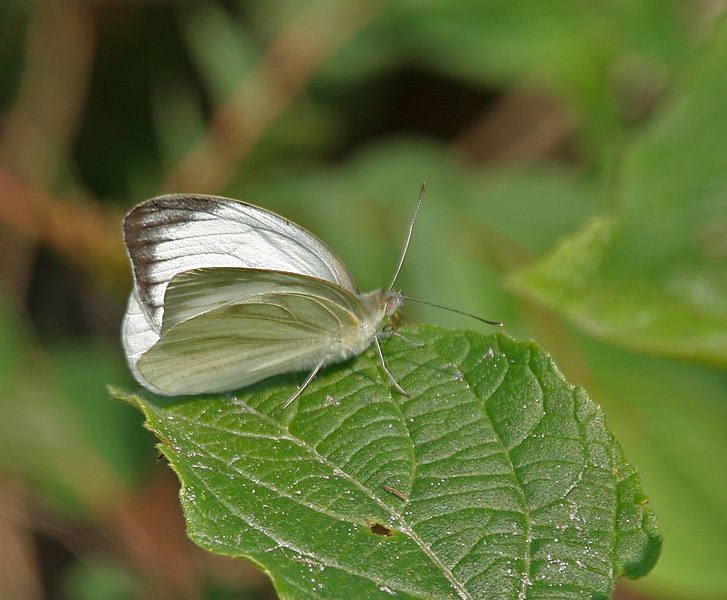
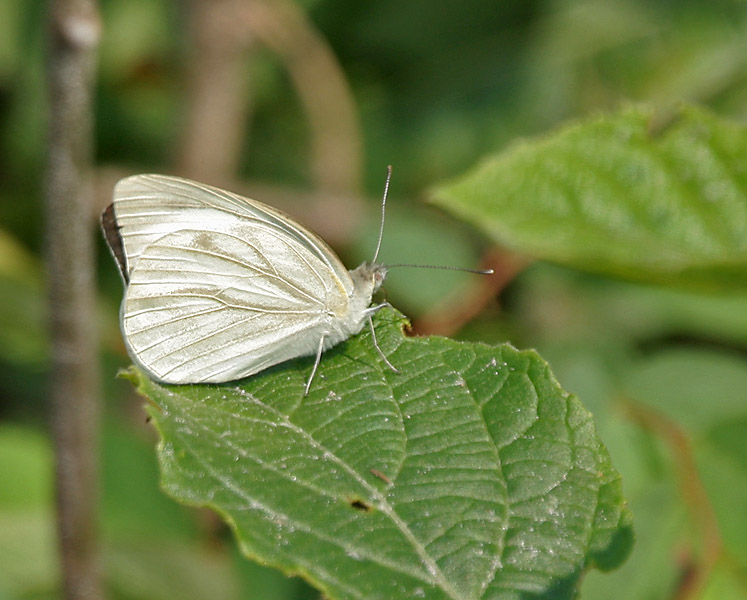